# Psychotria perijaensis
Psychotria perijaensis är en måreväxtart som beskrevs av Julian Alfred Steyermark. Psychotria perijaensis ingår i släktet Psychotria och familjen måreväxter. Inga underarter finns listade i Catalogue of Life.